# アブドゥワク
アブドゥワク（ソマリ語: Caabudwaaq、アーブドワーク）は、ソマリア中部の都市である。
ガルグドゥード州北部に位置するアブドゥワク県の行政所在地である。アブドゥワクには主にマレハン支族、特にレール・ダラル、シヤド・フセイン、その他のマレハンの支々族が居住している。

## 交通
アブドゥワクにおける航空輸送はアーブドワーク空港に担われている。空港施設の主な改修は州からのソマリ人国外居住者らによって、2011年に開始された。新空港の最初の定期便は2012年10月11日に発った。